# Pandercetes peronianus
Pandercetes peronianus is een spinnensoort in de taxonomische indeling van de jachtkrabspinnen (Sparassidae).
Het dier behoort tot het geslacht Pandercetes. De wetenschappelijke naam van de soort werd voor het eerst geldig gepubliceerd in 1837 door Charles Athanase Walckenaer.